# امگاچی
امگاچی (به لاتین: Amgachhi) یک منطقهٔ مسکونی در نپال است که در Kosi Zone واقع شده‌است.

## خصوصیات
امگاچی ۵٬۲۰۳ نفر جمعیت دارد.